# Rouvignies
Rouvignies é uma comuna francesa na região administrativa de Altos da França, no departamento do Norte. Estende-se por uma área de 3.23 km². Em 2010 a comuna tinha 656 habitantes (densidade: 203,1 hab./km²).